# Irene Curtoni
Irene Curtoni (Échirolles, 11 augustus 1985) is een Italiaanse alpineskiester. Ze vertegenwoordigde haar vaderland op de Olympische Winterspelen 2018 in Pyeongchang. Haar zus, Elena Curtoni, is ook alpineskiester.

## Carrière
Curtoni maakte haar wereldbekerdebuut in december 2007 in Lienz. In januari 2008 scoorde de Italiaanse in Maribor haar eerste wereldbekerpunten. Op de wereldkampioenschappen alpineskiën 2009 in Val d'Isère wist ze op haar enige onderdeel, de slalom, niet te finishen. In februari 2011 behaalde Curtoni in Zwiesel haar eerste toptienklassering in een wereldbekerwedstrijd. Tijdens de wereldkampioenschappen alpineskiën 2011 in Garmisch-Partenkirchen eindigde de Italiaanse als elfde op de slalom en als 27e op de reuzenslalom. In maart 2012 stond ze in Ofterschwang voor de eerste maal in haar carrière op het podium van een wereldbekerwedstrijd. In Schladming nam Curtoni deel aan de wereldkampioenschappen alpineskiën 2013. Op dit toernooi eindigde ze als veertiende op de reuzenslalom, op de slalom bereikte ze de finish niet.
Op de wereldkampioenschappen alpineskiën 2017 in Sankt Moritz wist de Italiaanse niet te finishen op de slalom, in de landenwedstrijd eindigde ze samen met Chiara Costazza, Giuliano Razzoli en Ricardo Tonetti op de vijfde plaats. Tijdens de Olympische Winterspelen van 2018 in Pyeongchang eindigde ze als tiende op de slalom, samen met Federica Brignone, Chiara Costazza, Stefano Gross, Riccardo Tonetti en Alex Vinatzer eindigde ze als vijfde in de landenwedstrijd.

## Resultaten

### Olympische Winterspelen
| Jaar | Plaats      | Resultaten                    |
| ---- | ----------- | ----------------------------- |
| 2018 | Pyeongchang | 10e Slalom 5e Landenwedstrijd |

### Wereldkampioenschappen
| Jaar | Plaats                 | Resultaten                    |
| ---- | ---------------------- | ----------------------------- |
| 2009 | Val d'Isère            | DSQ Slalom                    |
| 2011 | Garmisch-Partenkirchen | 11e Slalom 27e Reuzenslalom   |
| 2013 | Schladming             | 14e Reuzenslalom DNF Slalom   |
| 2017 | Sankt Moritz           | DNF Slalom 5e Landenwedstrijd |
| 2019 | Åre                    | DNF1 Slalom · Landenwedstrijd |

### Wereldbeker
Eindklasseringen
| Seizoen   | Algm | SL  | RS  | PAR |
| --------- | ---- | --- | --- | --- |
| 2007/2008 | 106e | 47e | –   |     |
| 2008/2009 | 72e  | 29e | 39e |     |
| 2009/2010 | 83e  | 53e | 25e |     |
| 2010/2011 | 52e  | 26e | 26e |     |
| 2011/2012 | 16e  | 18e | 8e  |     |
| 2012/2013 | 22e  | 19e | 9e  |     |
| 2014/2015 | 38e  | 26e | 12e |     |
| 2015/2016 | 38e  | 18e | 17e |     |
| 2016/2017 | 38e  | 18e | 25e |     |
| 2017/2018 | 22e  | 11e | 18e |     |
| 2018/2019 | 32e  | 11e | 27e |     |
| 2019/2020 | 43e  | 14e | 33e | 28e |